# Pacto de não agressão germano-letão

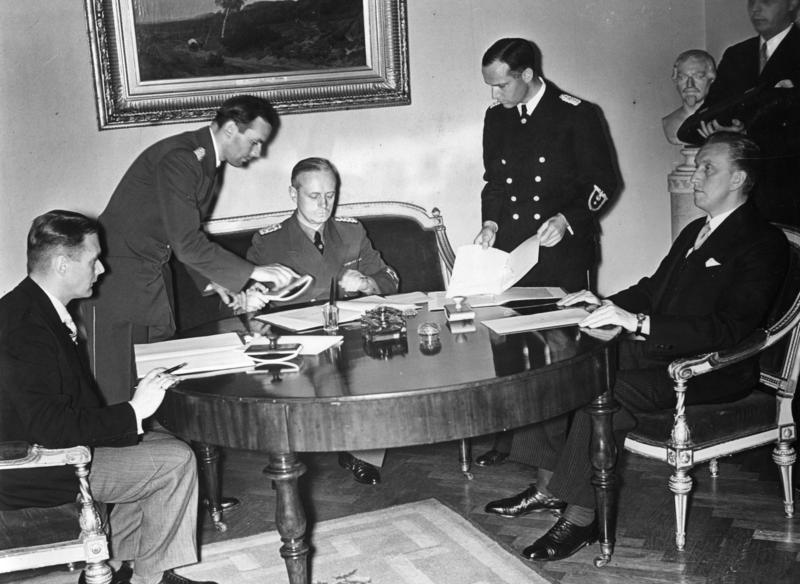
Assinatura dos pactos de não agressão germano-estoniano e germano-letão. Sentados da esquerda: Vilhelms Munters, Joachim von Ribbentrop, Karl Selter

O pacto de não agressão germano-letão foi assinado em Berlim, em 7 de junho de 1939.

## História
Diante do avanço alemão no leste, o governo soviético exigiu uma garantia anglo-francesa da independência dos países bálticos, durante as negociações para uma aliança com as potências ocidentais. Os governos da Letônia e da Estônia, sempre suspeitos de intenções soviéticas, decidiram aceitar um pacto de não agressão mútua com a Alemanha. Os pactos de não agressão germano-estoniano e germano-letão foram assinados em Berlim, em 7 de junho de 1939, pelo ministro das Relações Exteriores da Letônia Vilhelms Munters e Joachim von Ribbentrop. No dia seguinte, Adolf Hitler recebeu os enviados estonianos e letões, e no decorrer destas conversações ressaltou manter e reforçar os laços comerciais entre a Alemanha e os países bálticos. As ratificações do pacto germano-letão foram trocadas em Berlim, em 24 de julho de 1939, e entraram em vigor no mesmo dia. Foi registrada na League of Nations Treaty Series em 24 de agosto de 1939.
Os pactos eram intencionados a impedir as potências ocidentais ou os soviéticos de obterem influência nos Estados Bálticos e, assim, cercar a Alemanha  (o pacto de não-agressão com a Lituânia foi concluído em março após o ultimato alemão à Lituânia de 1939 em relação à Região de Klaipėda). Esses estados deveriam proporcionar uma barreira contra qualquer intervenção soviética em uma planejada guerra germano-polaca.
A Alemanha nazista se ofereceu para assinar pactos de não agressão com a Estônia, Letônia, Finlândia, Dinamarca, Noruega e Suécia, em 28 de abril de 1939.  Suécia, Noruega, Finlândia, rejeitaram a proposta. Os primeiros esboços foram elaborados na primeira semana de maio, mas a assinatura dos tratados foram duas vezes adiadas devido a pedidos de clarificação da Letônia. 